# Luciana Negrini
Luciana Negrini (Bologna, ...) è un'attrice italiana, attiva soprattutto in teatro e in televisione.

## Biografia
Negli anni settanta e ottanta ha preso parte a diversi sceneggiati televisivi, tra cui Ritratto di donna velata (era Sandra, l'archeologa restauratrice) e L'affare Stavisky (in cui interpretava Suzanne Avril, la socia del protagonista). Fu anche scrittrice: pubblicò quattro libri tra il 1982 e il 1987.

## Filmografia

### Cinema
- Balsamus, l'uomo di Satana, regia di Pupi Avati (1970)

### Televisione
- Il segno del comando, regia di Daniele D'Anza (1971) - miniserie TV
- Gli uomini preferiscono le brune, di Robert Lamoureux, regia di Massimo Franciosa, trasmesso il 16 agosto 1974
- Ritratto di donna velata, regia di Flaminio Bollini (1975) - miniserie TV
- Lo stratagemma dei bellimbusti, di George Farquhar, regia di Mario Missiroli, trasmesso il 17 ottobre 1975
- Abramo Lincoln in Illinois, di Robert E. Sherwood, regia di Sandro Sequi, trasmesso il 14 e il 15 ottobre 1976
- Morte di un seduttore di paese, regia di Nanni Fabbri (1978) - miniserie TV
- Nella vita di Sylvia Plath, regia di Alessandro Cane (1979) - film TV
- L'affare Stavisky, regia di Luigi Perelli (1979) - miniserie TV
- Delitto in piazza, regia di Nanni Fabbri (1980) - miniserie TV
- L'usura, regia di Maurizio Rotundi (1981) - film TV
- Flipper, regia di Andrea Barzini (1983) - film TV
- Orazio (1984-1985) - serie TV
- Investigatori d'Italia, regia di Paolo Poeti (1987) - miniserie TV
- L'ispettore Sarti (1991) - serie TV, episodio Ombre sotto i portici
- La rossa del Roxy Bar (1995) - miniserie TV

## Teatro
- La chiamata di ognuno, di Hugo von Hofmannsthal (1964)
- Le Baccanti, di Euripide, regia di Luigi Squarzina (1968)
- Questa sera si recita a soggetto, di Luigi Pirandello (1979)
- Bellini di Piero Isgrò, regia di Sandro Sequi (1986)
- Omaggio a Jerome David Salinger, regia di Aldo Miceli (1990)
- Lascio alle mie donne, di Diego Fabbri, regia di Nanni Fabbri (2007-2009)

## Opere letterarie
- Una madre, l'Erminietta - Memorie (1982)
- Lisa - Ritratto di paese (1983)
- I figli sono nostri (1984)
- L'ora della luce (1987)